# Chris Harmse
Christiaan Harmse (né le 31 mai 1973) est un athlète sud-africain, spécialiste du lancer de marteau. Il a été détenteur du record d'Afrique de la spécialité, avec 80,63 m.

## Biographie
Sept fois recordman d'Afrique du marteau, il a été champion d'Afrique du Sud de 1996 à 2001, sans interruption, puis également de 2004 à 2009. Médaillé de bronze aux Jeux du Commonwealth en 1998, il remporte les Jeux africains de 1999 et les Championnats d'Afrique à Radès en 2002, à Brazzaville en 2004 et à Bambous en 2006.
Son meilleur lancer est de 80,63 m à Durban, le 15 avril 2005. Il remporte à nouveau la médaille de bronze lors des Jeux du Commonwealth de 2006.
En 2015, âgé de 42 ans, il est encore médaillé d'argent aux Jeux africains de Brazzaville.
Le 17 mars 2018, il remporte son 23e titre national consécutif.

### Palmarès
| Date | Compétition                | Lieu         | Résultat | Performance |
| ---- | -------------------------- | ------------ | -------- | ----------- |
| 1998 | Championnats d'Afrique     | Dakar        | 1er      | 72,11 m     |
| 1998 | Coupe du monde des nations | Johannesburg | 7e       | 68,34 m     |
| 1998 | Jeux du Commonwealth       | Kuala Lumpur | 3e       | 72,83 m     |
| 1999 | Jeux africains             | Johannesburg | 1er      | 74,75 m     |
| 2002 | Championnats d'Afrique     | Radès        | 1er      | 76,07 m     |
| 2002 | Coupe du monde des nations | Madrid       | 4e       | 77,16 m     |
| 2003 | Jeux africains             | Abuja        | 1er      | 75,17 m     |
| 2003 | Jeux afro-asiatiques       | Hyderabad    | 1er      | 75,67 m     |
| 2004 | Championnats d'Afrique     | Brazzaville  | 1er      | 75,90 m     |
| 2006 | Jeux du Commonwealth       | Melbourne    | 3e       | 73,81 m     |
| 2006 | Championnats d'Afrique     | Bambous      | 1er      | 77,55 m     |
| 2006 | Coupe du monde des nations | Athènes      | 7e       | 73,94 m     |
| 2007 | Jeux africains             | Alger        | 1er      | 76,73 m     |
| 2008 | Championnats d'Afrique     | Addis-Abeba  | 1er      | 77,72 m     |
| 2010 | Championnats d'Afrique     | Nairobi      | 2e       | 72,56 m     |
| 2010 | Jeux du Commonwealth       | New Delhi    | 1er      | 73,15 m     |
| 2011 | Jeux africains             | Maputo       | 2e       | 74,66 m     |
| 2012 | Championnats d'Afrique     | Porto-Novo   | 1er      | 77,22 m     |
| 2014 | Championnats d'Afrique     | Marrakech    | 2e       | 73,90 m     |
| 2015 | Jeux africains             | Brazzaville  | 2e       | 73,49 m     |
| 2016 | Championnats d'Afrique     | Durban       | 2e       | 67,67 m     |
| 2018 | Championnats d'Afrique     | Asaba        | 5e       | 68,71 m     |

### Records
| Épreuve           | Performance | Lieu   | Date          |
| ----------------- | ----------- | ------ | ------------- |
| Lancer du marteau | 80,63 m     | Durban | 15 avril 2005 |